# Kaspar Simeonov
Kaspar Simeonov (em búlgaro:  Каспар Симеонов; Pernik, 17 de maio de 1955) é um ex-jogador de voleibol da Bulgária que competiu nos Jogos Olímpicos de 1980.
Em 1980, ele fez parte da equipe búlgara que conquistou a medalha de prata no torneio olímpico, no qual atuou em três partidas. O filho de Kaspar, Ventzislav Simeonov, também é jogador de vôlei e conquistou uma medalha de prata com a seleção italiana nas Olimpíadas de Atenas em 2004.